# Oedipina
Oedipina là một chi động vật lưỡng cư trong họ Plethodontidae, thuộc bộ Caudata. Chi này có 24 loài và 50% bị đe dọa hoặc tuyệt chủng.